# Landtagswahl in Elsaß-Lothringen 1911
Am 22. Oktober und 29. Oktober 1911 fand im Reichsland Elsaß-Lothringen die erste und einzige Wahl zur zweiten Kammer des Landtags statt.

## Einrichtung des Landtags
Der Landtag war durch das Gesetz über die Verfassung Elsaß-Lothringens vom 31. Mai 1911 eingerichtet worden. Dadurch war der bisherige Landesausschuss aufgehoben worden. Der Landesausschuss war durch kaiserlichen Erlass vom 29. Oktober 1874 gebildet worden und hatte nur beratende Funktion gehabt. Der neue Landtag war dagegen ein mit vollen Gesetzgebungskompetenzen ausgestattetes Verfassungsorgan. Nach 40 Jahren Zugehörigkeit zum Deutschen Kaiserreich hatte Elsaß-Lothringen damit ein vollwertiges gewähltes Selbstverwaltungsorgan erhalten. Die elsaß-lothringische Verfassung wurde in vielen Aspekten als vergleichsweise fortschrittlich und liberal beurteilt. In der ersten Kammer, in der Vertreter verschiedener gesellschaftlicher Gruppen kraft Amtes oder per Ernennung vertreten waren, waren unter anderem – einzigartig für ein damaliges deutsches Landesparlament – Repräsentanten der Gewerkschaften und der jüdischen Gemeinden vertreten. Für die zweite, gewählte Kammer galt das allgemeine gleiche Wahlrecht für Männer (ein Frauenwahlrecht gab es in Deutschland erst ab 1918), das nur in wenigen deutschen Bundesstaaten Gültigkeit hatte (in Preußen beispielsweise galt bis 1918 das Dreiklassenwahlrecht). Stark kritisiert wurde jedoch der Umstand, dass die neue elsaß-lothringische Verfassung ohne Mitsprache der Bevölkerung von oben oktroyiert worden war. Der Kaiser blieb weiterhin Oberhaupt des Reichslandes und ernannte die Regierung, die dem Landtag nicht verantwortlich war. Durch den Landtag beschlossene Gesetze bedurften der Gegenzeichnung des Kaisers, bevor sie Gesetzeskraft erlangten. Kritiker der Verfassung argumentierten, dass damit weiterhin keine echte Selbstbestimmung der elsaß-lothringischen Bevölkerung gegeben sei.

## Wahlrecht, Wahlmodus und Wahlkreise

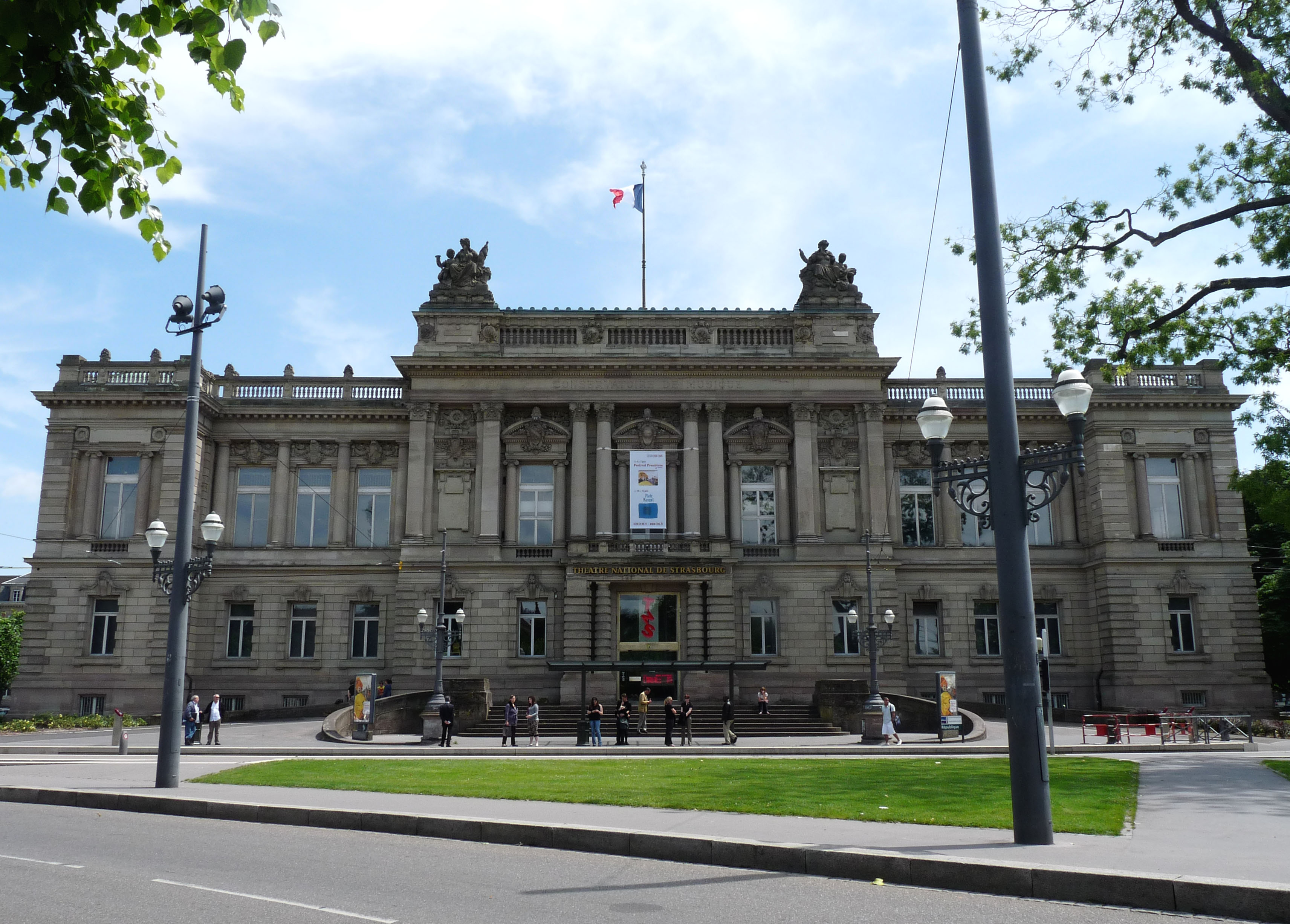
Das Landtagsgebäude in Straßburg (heute Théâtre national de Strasbourg)

Das aktive Wahlrecht zur zweiten Kammer hatten alle männlichen Einwohner, die die deutsche Reichsangehörigkeit hatten, mindestens 25 Jahre alt und seit mindestens drei Jahren im Reichsland wohnhaft waren. Für Inhaber eines öffentlichen Amtes, Religionslehrer oder Lehrer an öffentlichen Schulen reichte ein Wohnsitz von mindestens einem Jahr aus. Aktive Militärpersonen mit Ausnahme von Militärbeamten waren nicht wahlberechtigt, ebenso wenig Personen, die Steuerschulden hatten, Armenunterstützung bezogen, rechtskräftig verurteilt waren, die bürgerlichen Ehrenrechte verloren hatten oder entmündigt waren.
Für das passive Wahlrecht galten dieselben Bestimmungen. Zusätzlich mussten die zu Wählenden direkte Steuerzahler sein und das 30. Lebensjahr vollendet haben.
Der Wahlmodus folgte im Wesentlichen dem Modus der Reichstagswahl. Gewählt wurde in Ein-Personen-Wahlkreisen nach dem absoluten Mehrheitswahlrecht. Wenn kein Kandidat im ersten Wahlgang die Stimmenmehrheit erzielt hatte, wurde eine Woche später ein zweiter Wahlgang notwendig. Im Unterschied zu den Reichstagswahlen gab es beim zweiten Wahlgang keine Beschränkung in Bezug auf die Zahl der Kandidaten. Es handelte sich nicht um eine Stichwahl zwischen den beiden höchstplatzierten Kandidaten, sondern im zweiten Wahlgang reichte die relative Stimmenmehrheit aus.
Bei der Landtagswahl waren 378.036 Personen wahlberechtigt, entsprechend 21,1 % der Zivilbevölkerung. Bei der letzten Reichstagswahl 1907 waren 397.255 Personen (22,6 %) wahlberechtigt gewesen. Die geringere Zahl war Folge der einschränkenden Bedingung eines dreijährigen Wohnsitzes in Elsaß-Lothringen. Diese Bedingung führte dazu, dass ländliche Wahlkreise mit ganz überwiegend dauerhaft ortsansässiger Bevölkerung einen höheren Anteil an Wahlberechtigten hatten als industrielle Regionen, insbesondere die lothringischen Montangebiete, die eine höhere Bevölkerungsfluktuation durch Wanderarbeiter aufwiesen. Hinsichtlich des Anteils der Wahlberechtigten unterschieden sich die Wahlkreise daher erheblich. Den niedrigsten Anteil wies mit 12,2 % der industrielle 52. Wahlkreis Fentsch-Aldingen in Lothringen auf und mit 24,5 % den höchsten der ländliche 48. Wahlkreis Château-Salins-Delme-Vic, ebenfalls in Lothringen.
In Bezug auf die Konfession, die beim Wahlverhalten eine große Rolle spielte, wies die große Mehrheit der 60 Wahlkreise eine katholische Mehrheit auf. Sieben Wahlkreise (darunter Straßburg I bis IV) waren konfessionell ungefähr ausgeglichen (d. h. weniger als 10 % Abstand zwischen Katholiken und Protestanten) und nur zwei Wahlkreise im „krummen Elsass“ wiesen eine protestantische Mehrheit auf.

Wahlkreiseinteilung zur Landtagswahl

| Nr | Wahlkreis                      | Bevölkerung 1910 | Katholiken | Katholiken | Evangelische | Evangelische | Wahlberechtigte | Wahlberechtigte |
| Nr | Wahlkreis                      | Bevölkerung 1910 | Zahl       | in %       | Zahl         | in %         | Zahl            | in %            |
| -- | ------------------------------ | ---------------- | ---------- | ---------- | ------------ | ------------ | --------------- | --------------- |
| 1  | Pfirt-Hirsingen                | 24.518           | 23.588     | 96,2 %     | 471          | 1,9 %        | 5.657           | 23,1 %          |
| 2  | Altkirch-Dammerkirch           | 27.225           | 26.038     | 95,6 %     | 829          | 3,0 %        | 6.318           | 23,2 %          |
| 3  | Stadt Colmar                   | 32.622           | 23.614     | 72,4 %     | 7.720        | 23,7 %       | 5.729           | 17,6 %          |
| 4  | Colmar-Münster-Winzenheim      | 34.651           | 21.514     | 62,1 %     | 12.630       | 36,4 %       | 8.010           | 23,1 %          |
| 5  | Neubreisach-Andolsheim         | 24.621           | 17.714     | 71,9 %     | 6.164        | 25,0 %       | 5.873           | 23,9 %          |
| 6  | Gebweiler-Sulz                 | 29.705           | 27.471     | 92,5 %     | 1.706        | 5,7 %        | 6.359           | 21,4 %          |
| 7  | Bollweiler-Ensisheim-Rufach    | 31.951           | 30.499     | 95,5 %     | 886          | 2,8 %        | 7.172           | 22,4 %          |
| 8  | Stadt Mülhausen I              | 26.340           | 22.814     | 86,6 %     | 3.598        | 13,7 %       | 5.699           | 21,6 %          |
| 9  | Stadt Mülhausen II             | 34.623           | 26.273     | 75,9 %     | 6.606        | 19,1 %       | 7.116           | 20,6 %          |
| 10 | Stadt Mülhausen III            | 29.478           | 20.827     | 70,7 %     | 7.163        | 24,3 %       | 5.827           | 19,8 %          |
| 11 | Mülhausen-Land                 | 33.325           | 30.754     | 92,3 %     | 2.217        | 6,7 %        | 6.789           | 20,4 %          |
| 12 | Hüningen-Sierenz               | 30.546           | 26.612     | 87,1 %     | 3.161        | 10,3 %       | 5.861           | 19,2 %          |
| 13 | Habsheim-Landser               | 29.782           | 26.922     | 90,4 %     | 2.525        | 8,5 %        | 6.584           | 22,1 %          |
| 14 | Rappoltsweiler-Kaysersberg     | 28.193           | 23.123     | 82,0 %     | 4.846        | 17,2 %       | 6.406           | 22,7 %          |
| 15 | Markirch-Schnierlach           | 29.957           | 24.370     | 81,3 %     | 5.348        | 17,9 %       | 6.762           | 22,6 %          |
| 16 | Sennheim-Masmünster            | 29.529           | 28.414     | 96,2 %     | 880          | 3,0 %        | 6.284           | 21,3 %          |
| 17 | Thann-St. Amarin               | 30.051           | 28.481     | 94,8 %     | 1.243        | 4,1 %        | 6.473           | 21,5 %          |
| 18 | Stadt Straßburg I              | 26.535           | 13.227     | 49,8 %     | 11.051       | 41,6 %       | 5.575           | 21,0 %          |
| 19 | Stadt Straßburg II             | 25.762           | 12.534     | 48,7 %     | 12.379       | 48,1 %       | 5.125           | 19,9 %          |
| 20 | Stadt Straßburg III            | 27.281           | 14.297     | 52,4 %     | 11.940       | 43,8 %       | 5.559           | 20,4 %          |
| 21 | Stadt Straßburg IV             | 24.966           | 13.350     | 53,5 %     | 9.006        | 36,1 %       | 5.339           | 21,4 %          |
| 22 | Stadt Straßburg V              | 29.658           | 17.689     | 59,6 %     | 11.631       | 39,2 %       | 5.999           | 20,2 %          |
| 23 | Stadt Straßburg VI             | 29.234           | 15.359     | 52,5 %     | 13.632       | 46,6 %       | 6.347           | 21,7 %          |
| 24 | Schiltigheim                   | 34.108           | 17.718     | 51,9 %     | 15.625       | 45,8 %       | 6.976           | 20,5 %          |
| 25 | Brumath                        | 29.813           | 17.250     | 57,9 %     | 12.034       | 40,4 %       | 6.709           | 22,5 %          |
| 26 | Truchtersheim-Hochfelden       | 32.937           | 19.391     | 58,9 %     | 12.622       | 38,3 %       | 7.984           | 24,2 %          |
| 27 | Erstein-Benfeld                | 30.533           | 26.233     | 85,9 %     | 3.689        | 12,1 %       | 7.034           | 23,0 %          |
| 28 | Geispolsheim-Oberehnheim       | 34.318           | 25.243     | 73,6 %     | 8.309        | 24,2 %       | 8.203           | 23,9 %          |
| 29 | Hagenau                        | 26.760           | 21.881     | 81,8 %     | 4.051        | 15,1 %       | 5.151           | 19,2 %          |
| 30 | Bischweiler                    | 28.455           | 17.816     | 62,6 %     | 10.063       | 35,4 %       | 6.315           | 22,2 %          |
| 31 | Niederbronn                    | 20.859           | 10.708     | 51,3 %     | 9.517        | 45,6 %       | 4.770           | 22,9 %          |
| 32 | Schirmeck-Saales-Rosheim       | 31.171           | 25.755     | 82,6 %     | 4.908        | 15,7 %       | 7.105           | 22,8 %          |
| 33 | Molsheim-Wasselnheim           | 35.173           | 26.966     | 76,7 %     | 7.495        | 21,3 %       | 8.277           | 23,5 %          |
| 34 | Schlettstadt-Markolsheim       | 34.641           | 29.288     | 84,5 %     | 4.770        | 13,8 %       | 8.009           | 23,1 %          |
| 35 | Barr-Weiler                    | 32.120           | 26.772     | 83,3 %     | 4.752        | 14,8 %       | 7.731           | 24,1 %          |
| 36 | Weißenburg-Lauterburg-Selz     | 30.190           | 22.441     | 74,3 %     | 7.091        | 23,5 %       | 7.043           | 23,3 %          |
| 37 | Sulz unterm Walde-Wörth        | 24.406           | 12.557     | 51,5 %     | 11.377       | 46,6 %       | 5.832           | 23,9 %          |
| 38 | Zabern-Maursmünster            | 28.835           | 21.777     | 75,5 %     | 6.488        | 22,5 %       | 6.495           | 22,5 %          |
| 39 | Saarunion-Drulingen            | 28.465           | 8.419      | 29,6 %     | 19.707       | 69,2 %       | 6.732           | 23,7 %          |
| 40 | Buchsweiler-Lützelstein        | 28.892           | 5.904      | 20,4 %     | 22.032       | 76,3 %       | 6.749           | 23,4 %          |
| 41 | Metz I                         | 28.188           | 20.303     | 72,0 %     | 6.716        | 23,8 %       | 4.858           | 17,2 %          |
| 42 | Metz II                        | 26.777           | 20.987     | 78,4 %     | 4.770        | 17,8 %       | 4.663           | 17,4 %          |
| 43 | Gorze-Verny-Pange              | 36.220           | 34.362     | 94,9 %     | 1.591        | 4,4 %        | 8.412           | 23,2 %          |
| 44 | Montigny-Sablon                | 32.149           | 24.871     | 77,4 %     | 7.006        | 21,8 %       | 6.099           | 19,0 %          |
| 45 | Vigy-Rombach                   | 34.064           | 28.641     | 84,1 %     | 5.168        | 15,2 %       | 5.919           | 17,4 %          |
| 46 | Bolchen-Falkenberg             | 21.310           | 20.620     | 96,8 %     | 292          | 1,4 %        | 5.104           | 24,0 %          |
| 47 | Busendorf-Teterchen            | 20.515           | 19.679     | 95,9 %     | 588          | 2,9 %        | 4.771           | 23,3 %          |
| 48 | Château-Salins-Delme-Vic       | 22.172           | 21.491     | 96,9 %     | 418          | 1,9 %        | 5.441           | 24,5 %          |
| 49 | Albesdorf-Dieuze               | 20.437           | 18.880     | 92,4 %     | 1.254        | 6,1 %        | 4.899           | 24,0 %          |
| 50 | Diedenhofen-Großhettingen      | 29.012           | 24.031     | 82,8 %     | 4.560        | 15,7 %       | 5.307           | 18,3 %          |
| 51 | Kattenhofen-Sierck-Metzerwiese | 30.572           | 29.791     | 97,4 %     | 407          | 1,3 %        | 6.958           | 22,8 %          |
| 52 | Fentsch-Algringen              | 44.245           | 37.613     | 85,0 %     | 6.492        | 14,7 %       | 5.412           | 12,2 %          |
| 53 | Hayingen-Großmoyeuvre          | 43.980           | 41.216     | 93,7 %     | 2.481        | 5,6 %        | 6.618           | 15,0 %          |
| 54 | Forbach                        | 30.818           | 28.505     | 92,5 %     | 2.113        | 6,9 %        | 5.419           | 17,6 %          |
| 55 | St. Avold                      | 30.431           | 27.166     | 89,3 %     | 2.986        | 9,8 %        | 4.703           | 15,5 %          |
| 56 | Großtänchen-Saaralben          | 25.584           | 23.880     | 93,3 %     | 1.269        | 5,0 %        | 6.024           | 23,5 %          |
| 57 | Saarburg-Lörchingen            | 28.371           | 24.944     | 87,9 %     | 2.795        | 9,9 %        | 5.870           | 20,7 %          |
| 58 | Pfalzburg-Finstingen-Rixingen  | 33.048           | 27.771     | 84,0 %     | 4.811        | 14,6 %       | 7.177           | 21,7 %          |
| 59 | Saargemünd                     | 36.461           | 32.379     | 88,8 %     | 3.210        | 8,8 %        | 6.953           | 19,1 %          |
| 60 | Bitsch-Rohrbach-Wolmünster     | 35.155           | 32.448     | 92,3 %     | 2.498        | 7,1 %        | 7.451           | 21,2 %          |

1. ↑  ohne Militärpersonen

## Parteien und Kandidaten
Bei der Wahl spielten politische Parteien eine wichtige Rolle. Dazu gab es auch viele parteilose Kandidaten. Es gab keine landesweiten Bündnisse zwischen den Parteien, aber aufgrund des Mehrheitswahlrechts kam es zu vielen taktischen Wahlabsprachen in einzelnen Wahlkreisen. Die wichtigsten Parteien mit politischem Programm waren die folgenden:
- die Elsaß-Lothringische Zentrumspartei, der elsaß-lothringische Ableger des politischen Katholizismus mit engen Verbindungen zur reichsdeutschen Zentrumspartei
- der Elsaß-Lothringische Nationalbund (Union nationale d’Alsace-Lorraine) – der Nationalbund wurde am 25. Juni 1911 gegründet und vertrat ausgesprochen partikularistische Ziele mit anti-reichsdeutscher Haltung unter Ablehnung der neuen elsaß-lothringischen Verfassung. Spiritus rector des Nationalbunds war der von Colmar aus agierende ehemalige katholische Geistliche und Publizist Emile Wetterlé.[5][6]
- die Lothringer unabhängige Gruppe (Parti lorrain indépendant) oder Lothringer Block, eine lose Vereinigung bürgerlicher, liberal-konservativer frankophiler Notabeln[5][7]
- die Liberaldemokratische Partei, ein Zusammenschluss der Liberalen Landespartei in Elsaß-Lothringen und der Elsaß-Lothringischen Demokratischen Partei
- die Sozialdemokratische Partei, die als Landesverband der reichsweiten SPD organisiert war und auch deren Ziele vertrat,
- die unabhängigen wirtschaftlichen Parteien Elsaß-Lothringens.

Die parteilosen Kandidaten konnten je nach politischer Ausrichtung eingeteilt werden in:
- durch das Zentrum unterstützte Unabhängige
- durch die Liberaldemokraten unterstützte Unabhängige
- rechtsstehende (dem Zentrum nahe) Unabhängige
- fortschrittliche (den Liberaldemokraten nahe) Unabhängige
- sonstige Unabhängige

Bei der Wahl standen sich im Allgemeinen zwei große Blöcke gegenüber: auf der einen Seite Sozialdemokraten, Liberaldemokraten und unabhängige Liberale, und auf der anderen das Zentrum, das die Erstgenannten als „kirchenfeindlich“ bzw. „religionsfeindlich“ bekämpfte. Liberale und Sozialdemokraten unterstützten sich häufig gegenseitig bzw. trafen Wahlabsprachen insbesondere in den Nachwahlen. Der Nationalbund, der seine Wurzeln in der katholisch-partikularistischen Opposition der Anfangsjahre des Reichslandes hatte, wurde zum Teil vom Zentrum unterstützt. Eine Sonderrolle nahm der Lothringer Bund ein, der kein fest umrissenes Parteiprogramm hatte, sondern mehr eine lockere Notabelnversammlung war. Seine Kandidaten wurden zum größeren Teil vom Zentrum unterstützt, zum Teil traten sie aber auch in Konkurrenz zu diesem und wurden dann von den Liberaldemokraten unterstützt. Grob gesagt konnten die Parteien und Kandidaten eingeteilt werden in solche, die die weitere Integration Elsaß-Lothringens in das Deutsche Reich befürworteten (Liberaldemokraten und Sozialdemokraten, sowie der größere Teil des Zentrums) und solche, die diese ablehnten und einen frankophilen Partikularismus pflegten (besonders dezidiert der Nationalbund, größtenteils der Lothringer Bund sowie auch ein kleinerer Teil des Zentrums).

## Wahlergebnisse

### Bezirk Oberelsaß
Im Bezirk Oberelsaß traten die Sozialdemokraten in allen 17 Wahlkreisen an. Das Zentrum kandidierte in 13 Wahlkreisen, unterstützte in drei Wahlkreisen den Nationalbund und in einem Wahlkreis einen Unabhängigen. Die Liberaldemokraten kandidierten in acht, und der Nationalbund kandidierte in vier Wahlkreisen. Die drei vom Zentrum unterstützten Nationalbund-Kandidaten in den beiden Colmarer Wahlkreisen und im Wahlkreis Markirch-Schnierlach unterlagen den sozialdemokratischen Gegenkandidaten, die von den Liberaldemokraten unterstützt wurden jeweils in der Nachwahl. In neun Wahlkreisen war ein zweiter Wahlgang erforderlich. Gewählt wurden letztlich zehn Zentrumskandidaten, vier Sozialdemokraten, zwei Liberaldemokraten und ein Parteiloser (der im ersten Wahlgang von den Liberalen und im zweiten vom Zentrum unterstützt wurde).
| Wahlkreis        | Wahlkreis                   | Wahl- gang | Beteili- gung | Zentrum | Sozial- demo- kraten | Liberal- Demo- kraten | Lothr. Block | National- bund | Wirt- schaftl. Partei | Unabh. | zer- splittert |
| ---------------- | --------------------------- | ---------- | ------------- | ------- | -------------------- | --------------------- | ------------ | -------------- | --------------------- | ------ | -------------- |
| 1                | Pfirt-Hirsingen             | 1.         | 77,5          | 53,7    | 8,9                  |                       |              |                |                       | 36,6   | 0,8            |
| 2.               | Altkirch-Dammerkirch        | 1.         | 85,7          | 48,8    | 16,8                 |                       |              |                |                       | 34,2   | 0,2            |
| 2.               | Altkirch-Dammerkirch        | 2          | 92,8          | 52,3    |                      |                       |              |                |                       | 47,7   |                |
| 3                | Stadt Colmar                | 1.         | 83,2          |         | 33,8                 | 20,8                  |              | 40,8           |                       | 4,5    | 0,1            |
| 3                | Stadt Colmar                | 2.         | 91,9          |         | 54,6                 |                       |              | 45,4           |                       |        |                |
| 4                | Colmar-Münster-Winzenheim   | 1.         | 84,6          |         | 34,8                 | 31,3                  |              | 33,7           |                       |        | 0,2            |
| 4                | Colmar-Münster-Winzenheim   | 2.         | 87,4          |         |                      | 59,2                  |              | 40,6           |                       |        | 0,2            |
| 5                | Neubreisach-Andolsheim      | 1.         | 82,8          | 52,1    | 9,1                  |                       |              |                |                       | 38,0   | 0,8            |
| 6                | Gebweiler-Sulz              | 1.         | 87,4          | 31,3    | 36,6                 |                       |              |                |                       | 32,0   | 0,1            |
| 6                | Gebweiler-Sulz              | 2.         | 87,1          |         | 40,8                 |                       |              |                |                       | 58,8   | 0,4            |
| 7                | Bollweiler-Ensisheim-Rufach | 1.         | 77,5          |         | 21,0                 |                       |              |                |                       | 78,4   | 0,6            |
| 8                | Stadt Mülhausen I           | 1.         | 88,9          | 24,9    | 63,4                 | 11,4                  |              |                |                       |        | 0,3            |
| 9                | Stadt Mülhausen II          | 1.         | 82,5          | 24,5    | 53,6                 | 21,6                  |              |                |                       |        | 0,3            |
| 10               | Stadt Mülhausen III         | 1.         | 80,0          | 15,2    | 36,3                 | 48,4                  |              |                |                       |        | 0,1            |
| 10               | Stadt Mülhausen III         | 2.         | 60,4          |         |                      | 99,1                  |              |                |                       |        | 0,9            |
| 11               | Mülhausen-Land              | 1.         | 84,5          | 32,1    | 50,0                 | 6,6                   |              | 11,3           |                       |        |                |
| 11               | Mülhausen-Land              | 2.         | 77,6          | 39,4    | 60,4                 |                       |              |                |                       |        | 0,2            |
| 12               | Hüningen-Sierenz            | 1.         | 81,8          | 48,5    | 31,3                 | 20,1                  |              |                |                       |        | 0,1            |
| 12               | Hüningen-Sierenz            | 2.         | 86,8          | 52,2    |                      | 47,7                  |              |                |                       |        | 0,1            |
| 13               | Habsheim-Landser            | 1.         | 81,8          | 34,9    | 33,6                 | 18,1                  |              |                |                       | 13,2   | 0,2            |
| 13               | Habsheim-Landser            | 2.         | 82,1          | 50,0    | 49,4                 |                       |              |                |                       |        | 0,6            |
| 14               | Rappoltsweiler-Kaysersberg  | 1.         | 83,7          | 68,2    | 4,9                  |                       |              |                |                       | 26,6   | 0,3            |
| 15               | Markirch-Schnierlach        | 1.         | 80,9          |         | 44,4                 | 17,4                  |              | 38,2           |                       |        |                |
| 15               | Markirch-Schnierlach        | 2.         | 85,6          |         | 52,9                 |                       |              | 46,8           |                       |        | 0,3            |
| 16               | Sennheim-Masmünster         | 1.         | 79,6          | 62,3    | 37,4                 |                       |              |                |                       |        | 0,3            |
| 17               | Thann-St. Amarin            | 1.         | 83,1          | 55,6    | 41,6                 |                       |              |                |                       |        | 2,8            |
| Bezirk Oberelsaß | Bezirk Oberelsaß            | 1.         | 82,7          | 31,6    | 33,3                 | 11,7                  |              | 7,7            |                       | 15,3   | 0,4            |

1. 1 2 3 4 5  Von den Liberaldemokraten unterstützt.
2. 1 2 3 4 5 6 7  Vom Zentrum unterstützt.
3. 1 2 3 4 5  Bei der Nachwahl von den Liberaldemokraten unterstützt.
4. 1 2 3  Bei der Nachwahl von den Sozialdemokraten unterstützt.
5. ↑  Bei der Nachwahl vom Zentrum unterstützt.

### Bezirk Unterelsaß
Im Bezirk Unterelsaß kandidierten die Sozialdemokraten als einige Partei in allen 23 Wahlkreisen. Die Liberaldemokraten stellten in 22 Wahlkreisen eigene Kandidaten auf und unterstützten im Wahlkreis Buchsweiler-Lützelstein einen unabhängigen liberalen Bewerber. Das Zentrum kandidierte in 21 Wahlkreisen außer in Buchsweiler-Lützelstein und in Sulz-Wörth und der Nationalbund stellte in sieben Wahlkreisen Kandidaten auf (sechs davon in Straßburg). Nachwahlen waren in 11 Wahlkreisen erforderlich. Hierbei unterstützten sich Sozialdemokraten und Liberaldemokraten meist gegenseitig. Insgesamt gewählt wurden zehn Zentrumsmänner, je sechs Sozialdemokraten und Liberaldemokraten sowie ein unabhängiger Liberaler.
| Wahlkreis         | Wahlkreis                  | Wahl- gang | Beteili- gung | Zentrum | Sozial- demo- kraten | Liberal- Demo- kraten | Lothr. Block | National- bund | Wirt- schaftl. Partei | Unabh. | zer- splittert |
| ----------------- | -------------------------- | ---------- | ------------- | ------- | -------------------- | --------------------- | ------------ | -------------- | --------------------- | ------ | -------------- |
| 18                | Stadt Straßburg I          | 1.         | 79,2          | 16,8    | 23,1                 | 45,4                  |              | 9,0            | 5,4                   |        | 0,3            |
| 18                | Stadt Straßburg I          | 2.         | 64,0          | 0,9     | 0,4                  | 97,1                  |              | 0,3            | 0,3                   |        | 1,0            |
| 19                | Stadt Straßburg II         | 1.         | 81,2          | 12,0    | 39,8                 | 43,7                  |              | 4,2            |                       |        | 0,3            |
| 19                | Stadt Straßburg II         | 2.         | 70,6          |         |                      | 98,5                  |              |                |                       |        | 1,5            |
| 20                | Stadt Straßburg III        | 1.         | 81,6          | 14,7    | 40,3                 | 36,1                  |              | 8,4            |                       |        | 0,5            |
| 20                | Stadt Straßburg III        | 2.         | 63,4          | 1,0     | 94,1                 | 2,5                   |              | 1,0            |                       |        | 1,4            |
| 21                | Stadt Straßburg IV         | 1.         | 77,3          | 14,4    | 34,9                 | 30,2                  |              | 9,0            | 11,0                  |        | 0,5            |
| 21                | Stadt Straßburg IV         | 2.         | 58,6          |         | 97,6                 |                       |              |                |                       |        | 2,4            |
| 22                | Stadt Straßburg V          | 1.         | 84,8          | 13,4    | 53,2                 | 30,6                  |              | 2,2            | 0,5                   |        | 0,1            |
| 23                | Stadt Straßburg VI         | 1.         | 83,1          | 21,8    | 52,7                 | 22,7                  |              | 2,8            |                       |        |                |
| 24                | Schiltigheim               | 1.         | 82,5          | 20,3    | 54,3                 | 25,2                  |              |                |                       |        | 0,2            |
| 25                | Brumath                    | 1.         | 85,0          | 48,4    | 19,4                 | 32,2                  |              |                |                       |        |                |
| 25                | Brumath                    | 2.         | 92,6          | 50,2    | 0,3                  | 49,5                  |              |                |                       |        |                |
| 26                | Truchtersheim-Hochfelden   | 1.         | 84,4          | 31,6    | 11,6                 | 21,7                  |              | 15,6           |                       | 19,4   | 0,1            |
| 26                | Truchtersheim-Hochfelden   | 2.         | 90,6          |         |                      | 37,5                  |              | 14,3           |                       | 47,9   | 0,3            |
| 27                | Erstein-Benfeld            | 1.         | 83,1          | 61,2    | 16,9                 | 21,9                  |              |                |                       |        |                |
| 28                | Geispolsheim-Oberehnheim   | 1.         | 86,1          | 52,3    | 25,1                 | 22,2                  |              |                |                       |        | 0,4            |
| 29                | Hagenau                    | 1.         | 88,9          | 57,1    | 8,5                  | 28,6                  |              |                |                       | 5,6    | 0,2            |
| 30                | Bischweiler                | 1.         | 88,0          | 48,4    | 12,8                 | 17,1                  |              |                |                       | 21,7   |                |
| 30                | Bischweiler                | 2.         | 92,8          | 49,7    |                      |                       |              |                |                       | 50,2   | 0,1            |
| 31                | Niederbronn                | 1.         | 69,0          |         | 37,9                 |                       |              |                |                       | 60,4   | 1,7            |
| 32                | Schirmeck-Saales-Rosheim   | 1.         | 81,5          | 45,7    | 38,9                 |                       |              |                |                       | 15,1   | 0,3            |
| 32                | Schirmeck-Saales-Rosheim   | 2.         | 87,3          | 47,1    | 52,8                 |                       |              |                |                       |        | 0,1            |
| 33                | Molsheim-Wasselnheim       | 1.         | 81,0          | 52,4    | 18,7                 | 28,7                  |              |                |                       |        | 0,2            |
| 34                | Schlettstadt-Markolsheim   | 1.         | 88,6          | 54,4    | 19,5                 | 26,0                  |              |                |                       |        | 0,1            |
| 35                | Barr-Weiler                | 1.         | 77,8          | 62,7    | 15,2                 | 21,9                  |              |                |                       |        | 0,2            |
| 36                | Weißenburg-Lauterburg-Selz | 1.         | 84,0          | 60,6    | 6,2                  | 30,1                  |              |                |                       | 3,0    | 0,1            |
| 37                | Sulz unterm Walde-Wörth    | 1.         | 86,9          |         | 2,4                  | 48,6                  |              |                |                       | 49,0   |                |
| 37                | Sulz unterm Walde-Wörth    | 2.         | 91,7          |         | 0,1                  | 50,1                  |              |                |                       | 49,8   |                |
| 38                | Zabern-Maursmünster        | 1.         | 86,9          | 46,7    | 17,3                 | 31,8                  |              |                |                       | 4,0    | 0,2            |
| 38                | Zabern-Maursmünster        | 2.         | 91,7          | 58,2    |                      | 41,7                  |              |                |                       |        | 0,1            |
| 39                | Saarunion-Drulingen        | 1.         | 60,7          |         | 20,9                 | 78,4                  |              |                |                       |        | 0,7            |
| 40                | Buchsweiler-Lützelstein    | 1.         | 81,4          |         | 6,2                  |                       |              |                |                       | 93,7   | 0,1            |
| 40                | Buchsweiler-Lützelstein    | 2.         | 86,4          |         |                      |                       |              |                |                       | 99,8   | 0,2            |
| Bezirk Unterelsaß | Bezirk Unterelsaß          | 1.         | 82,1          | 34,8    | 24,2                 | 27,1                  |              | 2,1            | 0,6                   | 11,0   | 0,2            |

1. 1 2 3 4 5 6  Bei der Nachwahl von den Sozialdemokraten unterstützt.
2. 1 2 3  Bei der Nachwahl von den Liberaldemokraten unterstützt.
3. ↑  Bei der Nachwahl vom Zentrum unterstützt.
4. 1 2 3  Von den Liberaldemokraten unterstützt.
5. 1 2  Im Wahlkreis Buchsweiler-Lützelstein traten drei unabhängige Kandidaten an – ein von den Liberaldemokraten Unterstützter, ein unabhängig-fortschrittlicher und ein weiterer Unabhängiger. Im ersten Wahlgang erreichten diese 38,0 %, 37,3 % und 18,4 %. Im zweiten Wahlgang kandidierten nur die beiden erstgenannten und gewannen 58,3 % bzw. 41,5 %.

### Bezirk Lothringen
Im Bezirk Lothringen dominierte in den überwiegend französischsprachigen, zum Teil aber auch in den deutschsprachigen Gebieten, der Lothringer Block, der 15 Kandidaten aufstellte und neun Wahlkreise im ersten Wahlgang gewann. Einen zehnten Wahlkreis – Metz II – gewann der Block im zweiten Wahlgang. In sechs dieser Wahlkreise wurde er vom Zentrum unterstützt. Zentrumskandidaten gab es in 10 Wahlkreisen, von denen die Partei sieben gewann. Obwohl Lothringen stark industrialisierte Regionen aufwies, waren die Sozialdemokraten auffallend schwach und gewannen keinen einzigen Wahlkreis. Grund hierfür war die Stärke des Zentrums in der stark katholisch geprägten Region. In fünf Wahlkreisen waren Nachwahlen erforderlich. Dabei standen sich Liberale (drei Liberaldemokraten bzw. zwei von diesen unterstützte Unabhängige) gegen drei Zentrumskandidaten bzw. zwei Blockkandidaten gegenüber. Insgesamt gewann der Lothringer Block zehn Mandate, das Zentrum sieben und die Liberaldemokraten eines. Zwei Mandate gingen an Unabhängige, die von den Liberaldemokraten unterstützt worden waren.
| Wahlkreis         | Wahlkreis                      | Wahl- gang | Beteili- gung | Zentrum | Sozial- demo- kraten | Liberal- Demo- kraten | Lothr. Block | National- bund | Wirt- schaftl. Partei | Unabh. | zer- splittert |
| ----------------- | ------------------------------ | ---------- | ------------- | ------- | -------------------- | --------------------- | ------------ | -------------- | --------------------- | ------ | -------------- |
| 41                | Metz I                         | 1.         | 74,1          | 24,5    | 16,3                 | 45,1                  | 13,4         |                |                       |        | 0,7            |
| 41                | Metz I                         | 2.         | 86,3          | 36,2    |                      | 63,5                  |              |                |                       |        | 0,3            |
| 42                | Metz II                        | 1.         | 76,2          | 23,0    | 18,0                 | 26,5                  | 32,0         |                |                       |        | 0,5            |
| 42                | Metz II                        | 2.         | 78,3          |         |                      | 42,7                  | 56,6         |                |                       |        | 0,7            |
| 43                | Gorze-Verny-Pange              | 1.         | 68,0          |         | 17,1                 |                       | 74,0         |                |                       | 8,0    | 0,9            |
| 44                | Montigny-Sablon                | 1.         | 79,5          | 42,4    | 15,7                 |                       |              |                |                       | 41,6   | 0,3            |
| 44                | Montigny-Sablon                | 2.         | 86,9          | 42,6    | 0,2                  |                       |              |                |                       | 57,2   |                |
| 45                | Vigy-Rombach                   | 1.         | 81,4          |         | 15,7                 |                       | 35,2         |                |                       | 48,1   | 1,0            |
| 45                | Vigy-Rombach                   | 2.         | 89,9          |         |                      |                       | 48,5         |                |                       | 51,4   | 0,1            |
| 46                | Bolchen-Falkenberg             | 1.         | 60,0          |         | 2,8                  |                       | 96,4         |                |                       |        | 0,8            |
| 47                | Busendorf-Teterchen            | 1.         | 57,1          |         | 6,0                  |                       | 93,3         |                |                       |        | 0,7            |
| 48                | Château-Salins-Delme-Vic       | 1.         | 72,1          |         | 13,9                 |                       | 85,7         |                |                       |        | 0,4            |
| 49                | Albesdorf-Dieuze               | 1.         | 65,7          |         | 15,3                 |                       | 81,5         |                |                       |        | 3,2            |
| 50                | Diedenhofen-Großhettingen      | 1.         | 83,8          |         | 10,7                 |                       | 51,7         |                |                       | 37,6   |                |
| 51                | Kattenhofen-Sierck-Metzerwiese | 1.         | 81,5          |         | 6,3                  |                       | 59,5         |                |                       | 34,0   | 0,2            |
| 52                | Fentsch-Algringen              | 1.         | 84,7          |         | 13,7                 |                       | 55,1         |                |                       | 31,2   |                |
| 53                | Hayingen-Großmoyeuvre          | 1.         | 66,1          |         | 38,6                 |                       | 60,8         |                |                       |        | 0,6            |
| 54                | Forbach                        | 1.         | 85,0          | 51,7    | 8,0                  |                       | 40,2         |                |                       |        | 0,1            |
| 55                | St. Avold                      | 1.         | 85,2          | 48,7    | 17,3                 | 19,5                  |              |                |                       | 13,7   | 0,8            |
| 55                | St. Avold                      | 2.         | 89,3          | 57,0    |                      | 42,6                  |              |                |                       | 0,2    | 0,2            |
| 56                | Großtänchen-Saaralben          | 1.         | 81,2          | 56,0    | 7,0                  |                       | 36,9         |                |                       |        | 0,1            |
| 57                | Saarburg-Lörchingen            | 1.         | 81,7          | 54,5    | 21,6                 |                       | 23,9         |                |                       |        |                |
| 58                | Pfalzburg-Finstingen-Rixingen  | 1.         | 79,6          | 52,7    | 6,0                  | 17,2                  | 23,8         |                |                       |        | 0,3            |
| 59                | Saargemünd                     | 1.         | 84,2          | 50,8    | 19,5                 |                       | 29,6         |                |                       |        | 0,1            |
| 60                | Bitsch-Rohrbach-Wolmünster     | 1.         | 84,1          | 54,7    | 8,5                  |                       | 36,6         |                |                       |        | 0,2            |
| Bezirk Lothringen | Bezirk Lothringen              | 1.         | 77,0          | 25,3    | 13,9                 | 4,9                   | 43,9         |                |                       | 11,5   | 0,5            |

1. ↑  Bei der Nachwahl vom Lothringer Block unterstützt.
2. ↑  Bei der Nachwahl von den Sozialdemokraten unterstützt.
3. 1 2  Bei der Nachwahl vom Zentrum unterstützt.
4. 1 2 3 4 5 6 7 8  Von den Liberaldemokraten unterstützt.
5. ↑  Bei der Nachwahl von den Sozialdemokraten und Liberaldemokraten unterstützt.
6. ↑  Bei der Nachwahl von den Liberaldemokraten unterstützt.
7. 1 2 3 4 5 6  Vom Zentrum unterstützt.

### Elsaß-Lothringen insgesamt

Wahlkreisgewinner des ersten Wahlgangs

Wahlkreisgewinner nach dem zweiten Wahlgang

| Verwaltungsgebiet | Wahl- gang | Beteili- gung | Zentrum | Sozial- demo- kraten | Liberal- Demo- kraten | Lothr. Block | National- bund | Wirtschaftl. Partei | Unabh. | zer- splittert |
| ----------------- | ---------- | ------------- | ------- | -------------------- | --------------------- | ------------ | -------------- | ------------------- | ------ | -------------- |
| Bezirk Oberelsaß  | 1.         | 82,7          | 31,6    | 33,3                 | 11,7                  |              | 7,7            |                     | 15,3   | 0,4            |
| Bezirk Unterelsaß | 1.         | 82,1          | 34,8    | 24,2                 | 27,1                  |              | 2,1            | 0,6                 | 11,0   | 0,2            |
| Bezirk Lothringen | 1.         | 77,0          | 25,3    | 13,9                 | 4,9                   | 43,9         |                |                     | 11,5   | 0,5            |
| Elsaß-Lothringen  | 1.         | 80,7          | 31,0    | 23,8                 | 15,9                  | 11,6         | 3,2            | 0,2                 | 11,0   | 0,4            |

1. ↑  Davon 4,8 % vom Zentrum und 7,7 % von den Liberaldemokraten Unterstützte.
2. ↑  Davon 3,9 % von den Liberaldemokraten Unterstützte und 2,7 % unabhängige Fortschrittliche.
3. ↑  Davon 10,4 % von den Liberaldemokraten Unterstützte.

### Zusammensetzung des gewählten Landtags
| Partei                                             | Gewählt im 1. Wahlgang | Gewählt im 2. Wahlgang | Zusammen | in Prozent |
| -------------------------------------------------- | ---------------------- | ---------------------- | -------- | ---------- |
| Zentrum                                            | 18                     | 06                     | 24       | 040,0 %    |
| Sozialdemokraten                                   | 05                     | 06                     | 11       | 018,3 %    |
| Liberaldemokraten                                  | 01                     | 06                     | 07       | 011,7 %    |
| Lothringer Block                                   | 09                     | 01                     | 10       | 016,7 %    |
| Nationalbund                                       | 0                      | 0                      | 0        | 00,0 %     |
| Unabhängige, von den Liberaldemokraten unterstützt | 01                     | 04                     | 05       | 08,3 %     |
| Unabhängige, vom Zentrum unterstützt               | 01                     | 02                     | 03       | 05,0 %     |
| Summe                                              | 35                     | 25                     | 60       | 100,0 %    |

Nach der Wahl schlossen sich die meisten gewählten Unabhängigen im Landtag den Parteifraktionen an, die sie bei der Wahl unterstützt hatten. Lediglich die Abgeordneten Robert Schlumberger (Gebweiler-Sulz), der im ersten Wahlgang von den Liberaldemokraten und im zweiten Wahlgang vom Zentrum unterstützt worden war, und Adolf Heinrich Karl Steinmetz (Montgny-Sablon) blieben fraktionslos.

Sitzordnung und Fraktionen des Landtags 1911

## Abschließende kurze Beurteilung
Als Wahlsieger konnte das Zentrum gelten, das 24 (40 %) der 60 Sitze im Landtag gewann. Hinzu kamen drei (5 %) vom Zentrum bei der Wahl unterstützte parteilose Kandidaten. Die Sozialdemokraten und Liberaldemokraten gewannen 11 (18,3 %) bzw. 7 (11,7 %) Mandate. Dazu kamen fünf Unabhängige, die von den Liberaldemokraten unterstützt worden waren. Der Lothringer Block gewann 10 Mandate (16,7 %) und der Nationalbund keines. Die Wahlbeteiligung von 80,7 % war ein Indikator für das starke öffentliche Interesse an der Wahl und die gewählten Kandidaten und Parteien zeigten, dass die große Mehrheit der Bevölkerung bereit war, sich konstruktiv an der Gestaltung der politischen Verhältnisse zu beteiligen. Zu einer weiteren Landtagswahl kam es nicht mehr, da 1914 der Weltkrieg ausbrach. 1918 wurde Elsaß-Lothringen von Frankreich annektiert und die Selbstverwaltungsorgane wurden wieder aufgelöst.